# Ein Neubau unter Trümmern
Ein Neubau unter Trümmern. Roman aus der Zeit nach dem Dreißigjährigen Kriege ist ein historischer Roman von Carl Beyer, der erstmals 1896 erschien. Die fünfte Auflage erschien 1925.

## Inhalt
Peter Gruwel kehrt als junger Mann mit seiner Mutter von Rostock in die kriegszerstörte Kleinstadt Laage zurück. Obwohl die Stadt wie die umliegenden Dörfer – eine Rolle spielt Klein Lantow – von den schwedischen Truppen völlig in Schutt und Asche gelegt wurde, ist die Mühle an der Recknitzbrücke bereits wieder in Betrieb genommen worden. Bewohner sind die Müllerswitwe Anna Klausen und ihr Onkel, der Wachtmeister Achim Karak. Peter Gruwel, der als eigensinniger, kräftiger und überaus rechtschaffener Charakter gezeichnet wird, verliebt sich sofort in die Müllerswittwe. Diese lässt sich vom Wachtmeister und der zwielichtigen Jungfer Doratie Winters – eine Verlustierdame der marodierenden Kriegsheere – dazu überreden, den tölpelhaft wirkenden Peter zu verulken und eine Verlobung vorzutäuschen. Anders als die Mühlenbewohner nimmt Peter die Verlobung ernst. Nachdem er alle gestellten Bedingungen erfüllt hat – Pfand, lesen und schreiben lernen –, setzt er die Ehe mit kirchlichem und gerichtlichem Zwang durch. Schließlich zieht er als neuer Müller in die Mühle ein.
Anna und Peter finden erst allmählich zueinander, ihr Glück ist harten Proben ausgesetzt: Doratie versucht mehrfach, Peter für sich selbst zu gewinnen. Als sie auch mit all ihrem Reichtum scheitert, beauftragt sie eine Räuberbande, die die Mühle überfallen soll. Diese Bande, deren Räubernest in Klein-Lantow liegt, überfällt aber nicht die Mühle, da sie den Widerstand des ehemaligen Soldaten Karak und des kräftigen Müllers scheut, sondern Doratie selbst. Achim Karak und Peter Gruwel schlagen die Bande in die Flucht und nehmen Gefangene. Die mittlerweile alarmierten Laager Bürger halten jedoch den Müller selbst für den Räuber. Schon lange haben sie kritisch seine Isolation beäugt, seinen wachsenden Wohlstand beneidet. Intrigen des geizigen Küsters tun das Ihrige. Aufgebrachte Bürger stürmen die Mühle und schlagen den Müller halb tot. Erst nach Eintreffen des Bürgermeisters Johannes Bülow und des Pastors sehen sie von der Plünderung des Hausrates ab. Als das Missverständnis aufgeklärt wird, schlägt die Ächtung des Müllers in Achtung um. Wie seine Vorfahren wird er bald Bürgervorsteher und Bürgermeister im Ort. Die Zwangsehe zwischen der schönen, aber widerstrebenden Anna und Peter Gruwel wächst sich am Ende zu einer Liebesbeziehung aus.

## Kritik
Hauptfiguren wie Achim Karak und Anna Klausen machen nicht zuletzt unter dem Einfluss moralstützender Institutionen wie der Kirche einen inneren Läuterungsprozess durch. Dies gilt auch für Nebenfiguren wie den Küster und Doratie. Der gütige, bäuerliche Pastor mag dem eigenen Berufsideal Beyers entsprechen. Peter Gruwel wird hingegen stets als positiv und gradlinig dargestellt. Während das stadtgeschichtliche Szenario überzeugt, wirkt die psychologische Figurenführung bei Carl Beyer etwas hölzern. Wie bei anderen Romanen aus seiner Feder obsiegt am Schluss die Pfarrhausmoral: Das Gute gewinnt.

## Ausgaben
- Ein Neubau unter Trümmern. Roman aus der Zeit nach dem Dreißigjährigen Kriege. Bahn, Schwerin 1896. 2. Auflage: 1902. 3. Auflage: 1923. 5. Auflage: 1925.